# 付子堂
付子堂（1965年10月—），男，河南新野人，中国法学家，现任西南政法大学校长，法学教授、法理学博士生导师，享受国务院政府特殊津贴专家，第五届重庆市人大法制委员会副主任委员。

## 生平
1981年9月从新野县第一高级中学考入西南政法学院，先后获法学学士和法学硕士学位（导师黎国智教授）；1986年10月加入中共。1994年9月考入北京大学法学理论专业师从赵震江教授，获法学博士学位；
1987年8月在西南政法学院法律系任教；2000年12月，晋升法学教授职称。2001年7月，任西南政法大学研究生部主任。2002年4月，任西南政法大学副校长。2009年8月，任西南政法大学校长、党委副书记。
2018年1月31日当选第五届重庆市人大法制委员会副主任委员。

## 学术贡献
他发表100余篇学术论文，主持和主研20余项国家及省部级科研项目，出版40部法学教材、专著、辞书等。其中他主编的高校法学核心课程教材《法理学初阶》、《法理学进阶》、《法理学高阶》，构成“法理学三部曲”。

## 荣誉与头衔
- 第六届“全国十大杰出青年法学家”（2011年1月）
- 首批“中国当代法学名家”
- 2014年入选“国家百千万人才工程”，获国家“有突出贡献的中青年专家”称号
- 教育部“新世纪优秀人才支持计划”
- 中国法学会法理学研究会副会长
- 中国法学会法学教育研究会副会长
- 国家司法考试命题委员会委员
- 教育部高等学校法学学科教学指导委员会委员
- 中国人权研究会副会长[2]